# Porsche 919 Hybrid

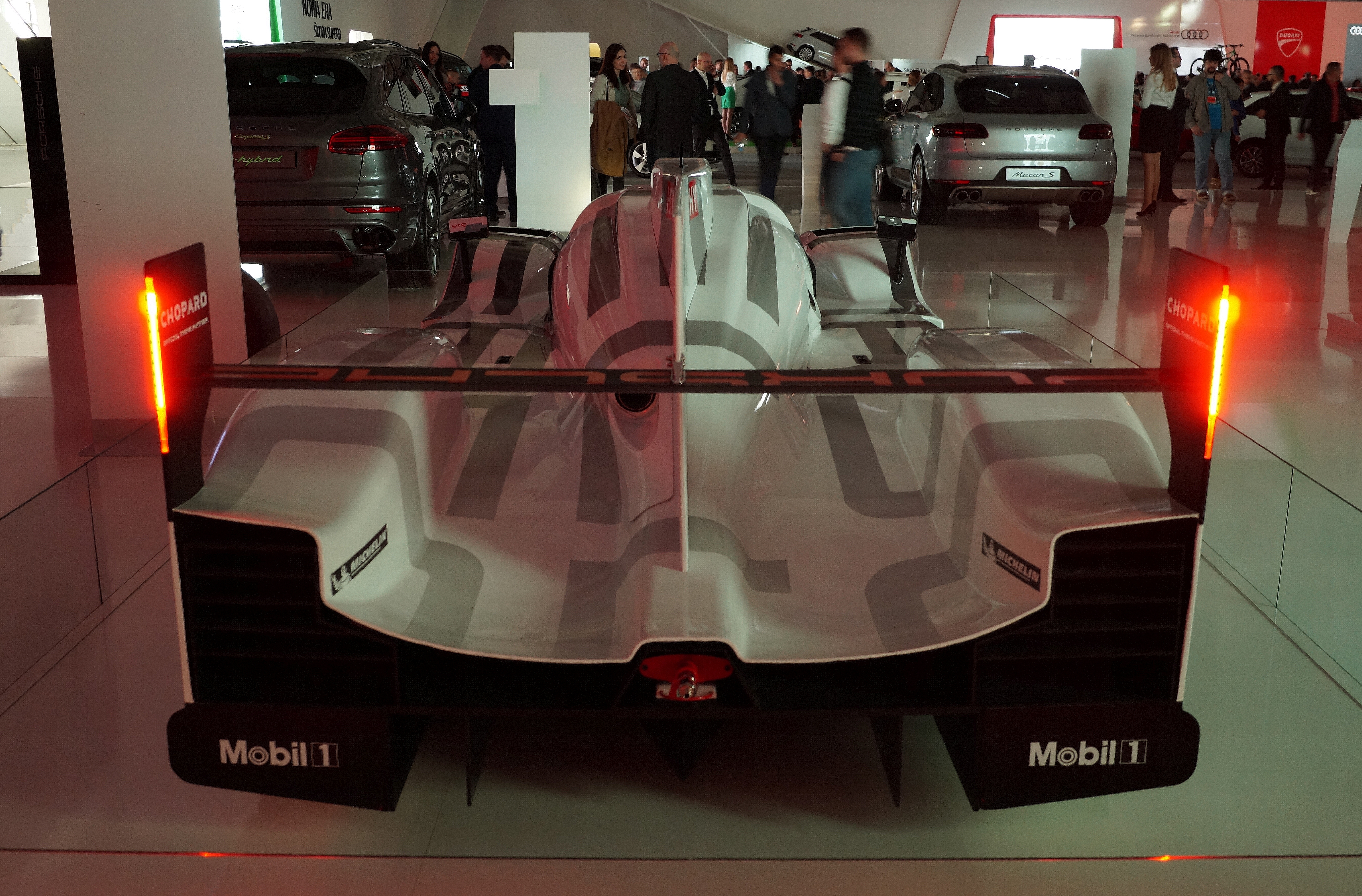
Heck des 919 Hybrid

Der Porsche 919 Hybrid (Eigenschreibweise: 919 hybrid) ist ein Prototyp aus der Sportwagenklasse LMP1, der von 2014 bis 2017 in der FIA-Langstrecken-Weltmeisterschaft (WEC) (einschließlich des 24-Stunden-Rennens von Le Mans) an den Start ging.
Der Rollout des Wagens fand am 12. Juni 2013 statt, knapp zwei Jahre nach der Ankündigung der Dr. Ing. h.c. F. Porsche AG, wieder beim 24-Stunden-Rennen von Le Mans mit einem Werksteam anzutreten.

## Entwicklung
Am 30. Juni 2011 gab Porsche bekannt, 2014 erstmals wieder mit einer Werksmannschaft in Le Mans an den Start zu gehen. 16 Jahre nach dem Doppelsieg des Porsche 911 GT1 beim 24-Stunden-Rennen von Le Mans 1998 wollte Porsche mit dem neuen LMP1 erstmals wieder in der höchsten Klasse antreten und somit auch um den Gesamtsieg mitfahren. Während des Jahres 2013 wurden Timo Bernhard, Romain Dumas, Brendon Hartley, Neel Jani, Marc Lieb und Mark Webber als Fahrer bekanntgegeben.

## Technik
Das Monocoque des Fahrzeugs ist eine geschlossene Sandwichkonstruktion aus kohlenstofffaserverstärktem Kunststoff („Carbon“) mit einem Wabenkern aus Aluminium. An den Seiten ist es durch zusätzliche Panels verstärkt, um mehr Sicherheit bei einem Seitenaufprall zu gewährleisten. Die Räder sind einzeln aufgehängt, die einstellbaren Stoßdämpfer werden über Schubstangen betätigt. Die belüfteten Bremsscheiben an Vorder- und Hinterachse bestehen aus kohlenstofffaserverstärkter Siliziumkarbidkeramik, die Bremssättel sind aus Leichtmetall.
Porsche ist laut Reglement als Werksteam verpflichtet, mit einem Hybrid-Fahrzeug anzutreten, das zusätzlich zum konventionellen Verbrennungsmotor einen elektrischen Antrieb besitzt. Im 919 Hybrid wird ein aufgeladener V4-Ottomotor mit zwei Liter Hubraum eingesetzt, der von zwei Energierückgewinnungssystemen unterstützt wird. Der Motor hat ein Aluminiumgehäuse, Direkteinspritzung und eine Trockensumpfschmierung. Das Motormanagement wurde von Bosch entwickelt, die Kraft wird über ein sequenzielles, hydraulisch betätigtes Getriebe mit sieben Vorwärtsgängen auf die Hinterräder übertragen.
Neben der Rückgewinnung von Bremsenergie an den Vorderrädern wird auch über einen durch den Abgasstrom angetriebenen Generator im Turbo-Compound-Prinzip elektrische Energie gewonnen; die zusätzliche Abgasturbine für den Generator ersetzt hierbei das Wastegate. Die elektrische Energie wird in wassergekühlten Lithium-Ionen-Akkumulatoren gespeichert, die in Zusammenarbeit mit dem Hersteller A123 Systems entwickelt wurden. Beim Beschleunigen wird die Energie über ein Differential an die Vorderräder abgegeben, so dass das eigentlich heckgetriebene Fahrzeug zeitweise über alle Räder angetrieben wird. Pro Runde dürfen so bis zu acht Megajoule Energie abgegeben werden. Dies entspricht 2,22 kWh oder rund 8000 kWs, mit vollem Energiespeicher kann der Elektromotor bei voller Leistung von 294 kW (Konfiguration 2015) rund 27 Sekunden pro Runde betrieben werden.
Die Leistung des Verbrennungsmotors wird mit mehr als 370 kW (503 PS), die Leistung des Elektromotors mit mehr als 184 kW (250 PS) in der Konfiguration für 2014 und mehr als 294 kW (400 PS) in der Konfiguration für 2015 angegeben.
Der Wagen fährt auf Radialreifen von Michelin, die Felgen stammen von BBS und sind aus Magnesium geschmiedet.

## Erfolge
Das Fahrzeug hat einen Hattrick mit drei aufeinanderfolgenden Gesamtsiegen beim 24-Stunden-Rennen von Le Mans in den Jahren 2015, 2016 und 2017 erreicht. Das Siegerfahrzeug 2015 hatte bei einer Rundenanzahl von 395 insgesamt 876,9 kWh rekuperieren können.

## 919 Hybrid Evo

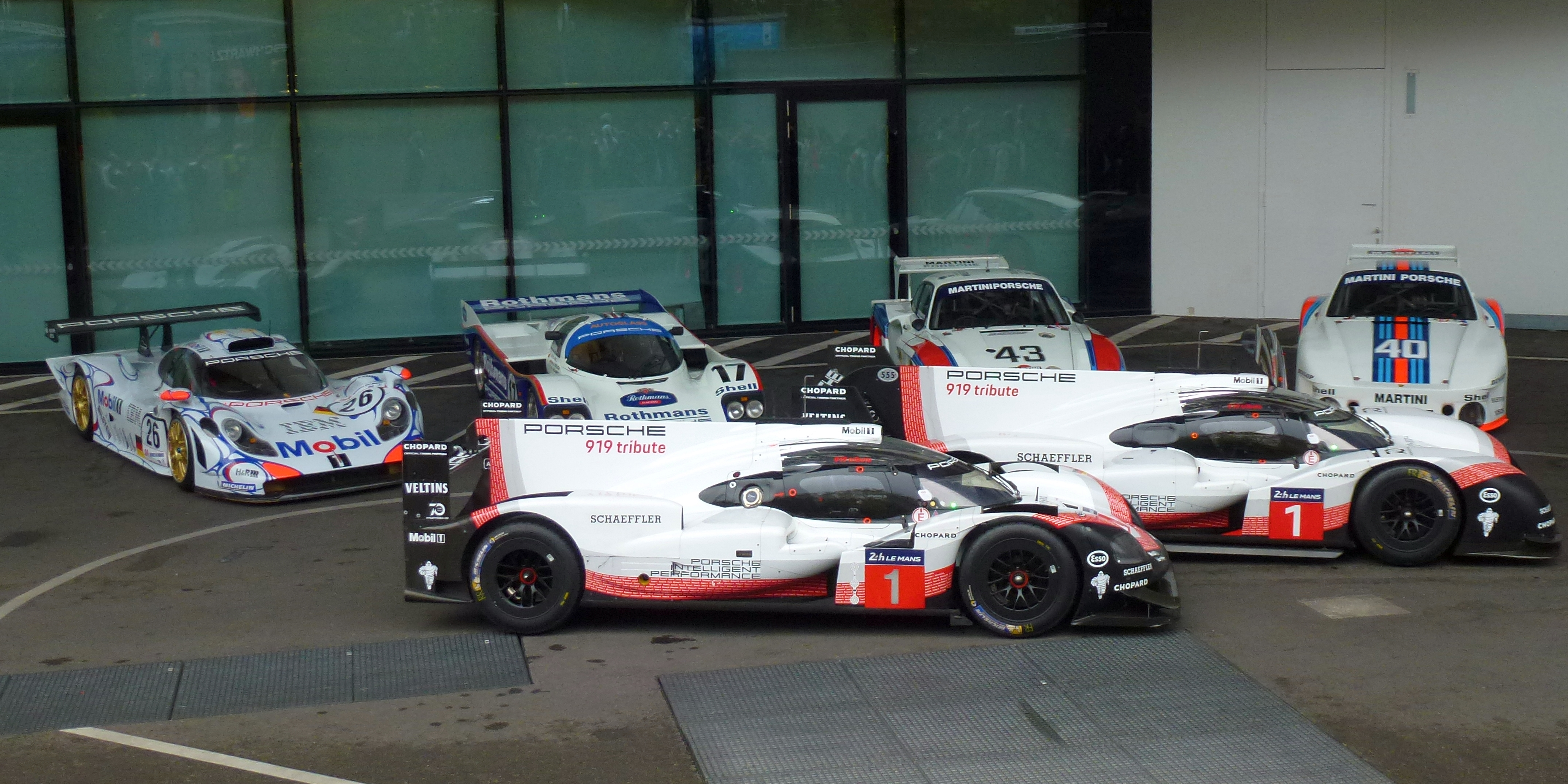
Porsche 919 Hybrid (links) und Evo (rechts) nach der letzten Fahrt vor dem Porsche-Museum in Stuttgart-Zuffenhausen

Am 9. April 2018 gab Porsche bekannt, mit einer weiterentwickelten Version des 919 Hybrid, dem Porsche 919 Hybrid Evo, einen inoffiziellen Rundenrekord von 1:41,770 Minuten – gefahren von Porsche-Werkspilot Neel Jani – auf dem Circuit de Spa-Francorchamps aufgestellt zu haben. Erreicht wurde dies durch umfassende Verbesserung des Wagens, da Porsche nicht mehr an das technische Reglement der LMP1-Klasse gebunden war. So wurde die Aerodynamik weiter verbessert: Porsche gab an, durch einen größeren Frontdiffusor, einen breiteren Heckflügel, Verwendung eines DRS-Systems und weitere Maßnahmen 53 Prozent mehr Anpressdruck zu erzeugen. Der Verbrennungsmotor wurde nicht weiterentwickelt, aber durch eine gesteigerte Durchflussmenge konnte die Leistung von 370 kW auf 535 kW gesteigert werden. Zusätzlich konnten die Energierückgewinnungssysteme mehr Energie während des Bremsens und durch die Abgasenergie gewinnen, wodurch die Leistung des Elektromotors auf 328 kW stieg. Das Fahrwerk wurde an die höhere Geschwindigkeit angepasst: Die Radträger vorne und hinten wurden verstärkt und die Kraft der Servolenkung gesteigert. Das Gewicht des Wagens wurde um 39 kg gesenkt, indem auf nicht benötigte Teile wie Klimaanlage, Scheibenwischer, Elektronikeinheiten, Lichtanlage und die Wagenhebervorrichtung verzichtet wurde. Des Weiteren hatte Michelin eine neue Reifenmischung für das Fahrzeug entwickelt.
Am 29. Juni 2018 fuhr Porsche-Werkspilot Timo Bernhard mit dem 919 Hybrid Evo auf der Nordschleife eine neue Bestzeit von 5:19,546 Minuten. Damit wurde der bisherige Rekord um 51,58 Sekunden verbessert. Die Durchschnittsgeschwindigkeit der Rekordrunde betrug 234,69 km/h.

## 919 Street

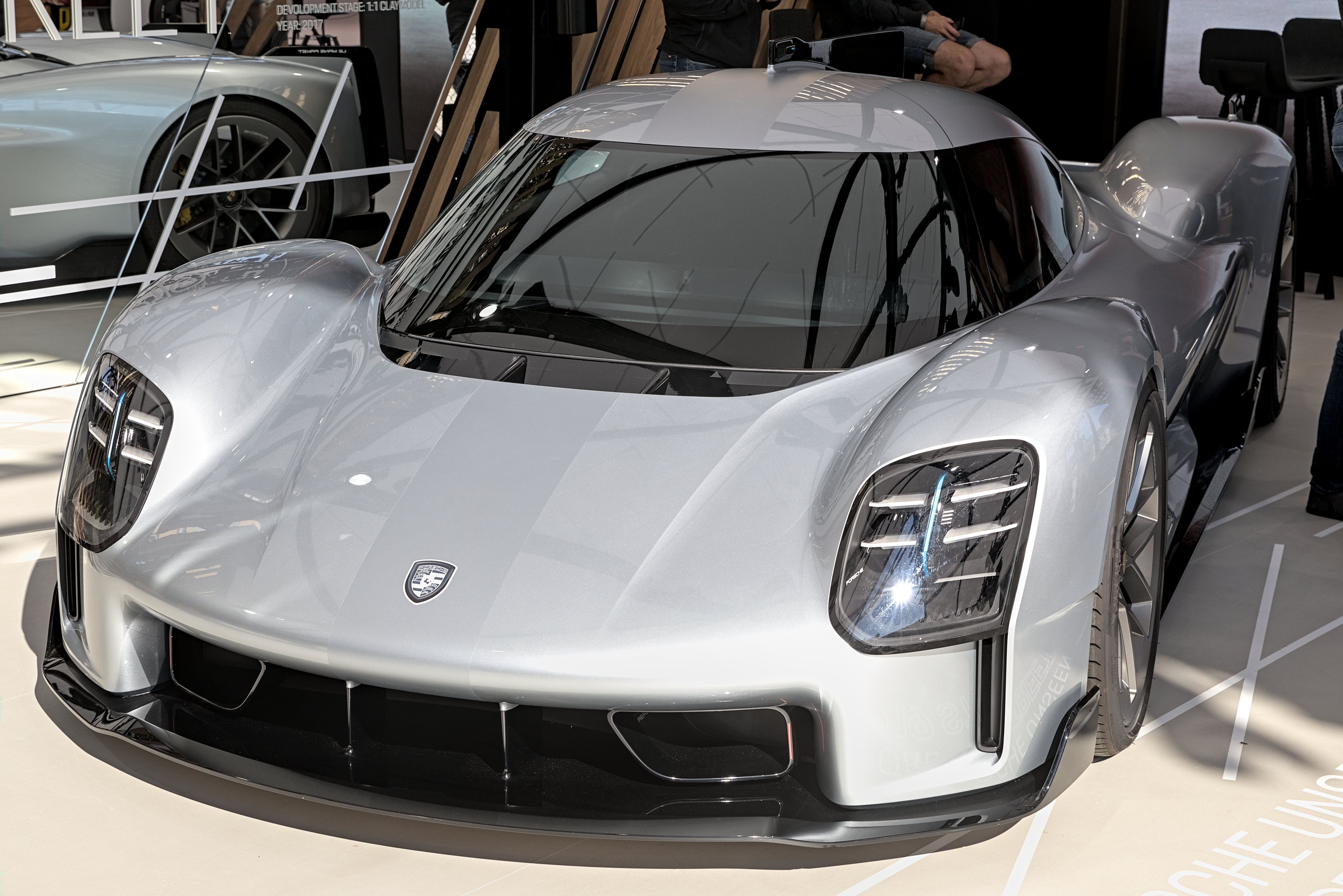
Porsche 919 Street auf der IAA 2021

Im Jahr 2017 entstand bei Porsche der 919 Street, mit dem gezeigt werden sollte, wie ein Kundenfahrzeug ohne Straßenzulassung auf Basis des 919 aussehen könnte. Allerdings war die Renntechnik zu komplex, um eine Serienproduktion zu beginnen. 2020 wurde die Studie der Öffentlichkeit präsentiert.